# 亚硒酸镎酰银
亚硒酸镎酰银的化学式为AgNpO2SeO3，剧毒，有放射性。其中镎为+5价。

## 制备
亚硒酸镎酰银由二氧化镎、硝酸银和二氧化硒反应得到，产物有α和β两种结构。

## 性质
亚硒酸镎酰银可以被水合肼等还原剂还原。